# Государственный научно-исследовательский горнорудный институт
Государственный научно-исследовательский горнорудный институт — головной НИИ по добыче всех видов горнорудного сырья на Украине. Является структурным подразделением Криворожского национального университета.

## История
Основан в 1933 году. Располагался в Днепропетровске, находился в подчинении криворожского треста «Руда».
В 1935 году институт перебазировался в город Кривой Рог.
До 1992 года был главным НИИ по добыче железных, марганцевых и хромовых руд подземным способом в СССР и открытым способом на Украине.

## Характеристика
Особенность работы института — комплексный охват всех технологических и экологических аспектов разработки различных месторождений. Институт выполнял проекты для ГОКов и рудников Криворожского железорудного бассейна, Криворожского ГМК, Урала, Сибири, Дальнего Востока, Норильского комбината,  Полтавского ГОКа, министерств и ведомств Украины, а также предприятий и организаций Румынии, России, Польши, бывшей Югославии, Чехии, Словакии, Болгарии, Кубы, Германии.